# Аючевский сельсовет
Аючевский сельсовет — муниципальное образование в Стерлитамакском районе Башкортостана.
Административный центр — село Аючево.

## История
Согласно Закону о границах, статусе и административных центрах муниципальных образований в Республике Башкортостан имеет статус сельского поселения.

## Население
| 2002 | 2009 | 2010 | 2012 | 2013 | 2014 | 2015 |
| ---- | ---- | ---- | ---- | ---- | ---- | ---- |
| 706  | ↗722 | ↗728 | ↗729 | ↘718 | ↘683 | ↘677 |
| 2016 | 2017 | 2018 |      |      |      |      |
| ↘672 | ↘652 | ↗654 |      |      |      |      |

## Состав сельского поселения
| № | Населённый пункт | Тип населённого пункта       | Население |
| - | ---------------- | ---------------------------- | --------- |
| 1 | Аючево           | село, административный центр | ↗297      |
| 2 | Новая Васильевка | деревня                      | ↘246      |
| 3 | Мурдашево        | село                         | ↗185      |

## Известные уроженцы
- Кахым Мурзашев (1778 — 1813) — командир башкирского полка, участвовавшего в Отечественной войне 1812 года и в заграничных походах русской армии 1813—1814 гг., первый из башкир, окончивший Петербургскую военную академию[15][16].
- Рим Зайнигабитович Янгузин (башк. Рим Зәйнәғәбит улы Янғужин, 1941—2007) — советский и российский этнограф. Доктор исторических наук (1990), профессор (1991).
- Биккинин Тимерхан Сабитович, секретарь Башкирского обкома ВЛКСМ. Кандидат с-х наук